# Mímir

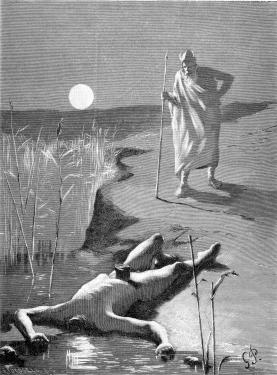
Odin troba Mímir decapitat

Mímir o Mim és un gegant mitològic escandinau. Oncle matern d'Odin, guardià de les fonts de la saviesa, ubicades en les arrels d'Yggdrasil. En el seu moment, va negar a Odin beure d'aquestes fonts, però Odin va oferir un dels seus ulls per poder beure de la font.
És un dels déus fonamentals en la mitologia nòrdica; era reconegut pel seu coneixement i saviesa i Odin va viatjar a la terra dels gegants, Jotunheim, per adquirir la saviesa i el coneixement omniscient de Mímir.
El coneixement, el va obtenir en beure del pou màgic de Mímir, però com a preu per beure'n Odin va ser forçat a treure's un dels ulls. Després de tot això, va tornar a Asgard amb el cap de Mímir per a consultes oraculars, segons algunes històries. Mímir va ser també el conseller d'Hœnir després que es convertís en el sobirà dels Vanir.